# ビブリップル
『ビブリップル』は、2004年5月27日にソニー・コンピュータエンタテインメントより発売されたPlayStation 2用のソフト。

## 概要
『ビブリップル』は、『ビブリボン』でおなじみの主人公「ビブリ」が登場するトランポリンアクションゲーム。プレイヤーは、トランポリンのような「シャシン」に隠れている「ペタキャラ」をハネてはがしてゲットしていく。
今作は、音を使って遊ぶのではなく写真を使って遊ぶ、新感覚のアクションゲームとなっている。

## 基本ルール
主人公の「ビブリ」を操って、意地悪なお邪魔キャラ「ブンチ」を避けながらステージの背景となっている写真の中から「ペタキャラ」を発見し、ゲットするのがゲームの目的。「ペタキャラ」はステージのどこかに隠されている。ジャンプを繰り返すとコントローラがブルブルと震える場所があるので、その上でジャンプすると「ペタキャラ」が登場するので、写真からとることが出来る。
「ビブリ」は4段階に進化したり退化したりする。進化すれば「スーパービブリ」になって無敵になれるが、「ブンチ」に触ると「ケロビブリ」→「ムシブリ」と退化していってしまう。「ケロブリ」の状態で「ブンチ」に触るとゲームオーバー。

## ペタキャラ
ペタキャラの種類は全部で160種類以上。ゲームに取り込んだ写真によって登場するペタキャラが変化します。

## ブンチ
チビブンチ
ブンチ
トブンチ
デカブンチ